# Leioproctus arnaui
Leioproctus arnaui är en biart som först beskrevs av Jesus Santiago Moure 1949.  Leioproctus arnaui ingår i släktet Leioproctus och familjen korttungebin. Inga underarter finns listade i Catalogue of Life.